# 2017年亞洲冬季棒球聯盟
2017年亞洲冬季棒球聯盟（英語：Asia Winter Baseball League 2017），是由中華職棒大聯盟所主辦的第五屆亞洲冬季棒球聯盟賽事，共有四個不同的國家參賽，參賽隊伍分別是中職聯隊、日職東軍、日職西軍、韓職聯隊和歐美聯隊，新加入日本社會人隊（業餘成棒）的聯軍取代中華培訓隊，也使得參賽隊伍數仍維持六隊，最終由日職東軍拿下本屆賽事的總冠軍。

## 賽制
- 自2017年11月25日起每週七日皆有比賽，全季共56場賽事，包含一場排名賽、兩場四強賽（四強Ａ、四強Ｂ），季軍戰、冠軍戰各一場。所有日間例行賽事開賽時間均為12:00、夜間例行賽事開賽時間均為18:00，例行賽（11/25-12/14）採9局制，平手不延長，倘若因天氣因素取消比賽不進行另外補賽。
- 例行賽依勝率決定名次，勝率相同時依對戰勝敗（多勝者贏）、對戰失分率（率低者贏）、預賽失分率（率低者贏）及預賽得分（多者贏）等次序比較決定名次。季後賽以例行賽排名較高者為後攻球隊。
- 第五、第六名排名賽，由例行賽戰績第五名對上例行賽戰績第六名；第一至第四名排名賽，由例行賽戰績第二名對上例行賽戰績第三名、例行賽戰績第一名對上例行賽戰績第四名，敗者兩隊爭奪季軍、勝者兩隊爭奪冠軍。
- 排名賽、四強賽、及季軍賽若和局或因不可抗力因素而無法進行，則例行賽排名在前者獲勝，冠軍賽若正規九局無法分出勝負，則進入延長賽，無和局；若因不可抗力因素而無法進行，則例行賽排名在前者獲勝。

## 賽事冠名
- 中職聯隊由亞太電信冠名贊助，因此本屆隊名為「亞太電信中職聯隊」。

## 各隊登錄球員

### 亞太電信中職聯隊
總教練：林振賢
教練團：劉家豪（桃猿）、林正豐（富邦）、林明憲（兄弟）、曾翊誠（桃猿）、凃壯勳（統一）、蔡建偉（桃猿）、
　　　　陳雁風（桃猿）
投　手：江辰晏（統一）、鄭鈞仁（統一）、洪聖欽（桃猿）、吳丞哲（桃猿）、朱俊祥（桃猿）、陳敏賜（桃猿）、
　　　　游宗儒（桃猿）、羅華韋（富邦）、林威志（統一）、彭世杰（富邦）、蔡齊哲（兄弟）、王鴻程（兄弟）、
　　　　洪心騏（統一）、黃子鵬（桃猿）、陳仕朋（富邦）、楊達翔（兄弟）
捕　手：林明杰（兄弟）、廖健富（桃猿）、蔡友達（富邦）、陳重羽（統一）、薛惟中（統一）
內野手：葉竹軒（桃猿）、王威晨（兄弟）、楊家維（統一）、潘彥廷（統一）、林　立（桃猿）、曾陶鎔（兄弟）、
　　　　吳東融（兄弟）、吳桀睿（統一）、陳重廷（統一）、梁家榮（桃猿）
外野手：申皓瑋（富邦）、陳文杰（兄弟）、林書逸（兄弟）、于孟馗（富邦）、陳子鴻（兄弟）

### 日職東軍
總教練：川相昌弘（巨人）
教練團：金城龍彦（巨人）、小野寺力（養樂多）、三澤興一（巨人）、森岡良介（養樂多）、鶴岡一成（羅德）、
　　　　栗原健太（樂天）、柳田殖生（橫濱）
投　手：中尾輝（養樂多）、寺島成輝（養樂多）、島孝明（羅德）、谷岡竜平（巨人）、岩橋慶侍（養樂多）、
　　　　今村信貴（巨人）、菅原秀（樂天）、京山将弥（橫濱）、種市篤暉（羅德）、坂本工宜（巨人）、
　　　　高井俊（巨人）、成瀬功亮（巨人）、笠井崇正（橫濱）
捕　手：宗接唯人（羅德）、古賀優大（養樂多）、田中貴也（巨人）、堀内謙伍（樂天）
內野手：吉川尚輝（巨人）、松尾大河（橫濱）、佐野惠太（橫濱）、渡邉大樹（養樂多）、奥村展征（養樂多）、
　　　　柿澤貴裕（巨人）
外野手：田中和基（樂天）、細川成也（橫濱）、松原聖弥（巨人）

### 日職西軍
總教練：大道典良（軟銀）
教練團：風岡尚幸（歐力士）、赤田将吾（西武）、田之上慶三郎（軟銀）、小松聖（歐力士）、藤井彰人（阪神）、
　　　　蔵本英智（中日）
投　手：南川忠亮（西武）、竹安大知（阪神）、守屋功輝（阪神）、國場翼（西武）、吉田凌（歐力士）、
　　　　佐藤世那（歐力士）、鈴木優（歐力士）、山下亜文（軟銀）、児玉龍也（軟銀）、中村晨（軟銀）、
　　　　木下雄介（中日）
捕　手：若月健矢（歐力士）、長坂拳弥（阪神）、九鬼隆平（軟銀）
內野手：石垣雅海（中日）、岡崎大輔（歐力士）、山田遥楓（西武）、茶谷健太（軟銀）、黒瀬健太（軟銀）、
　　　　川瀬晃（軟銀）
外野手：鈴木将平（西武）、根本薫（歐力士）、渡辺勝（中日）

### 日本社會人
總教練：石井章夫
教練團：若林重喜、杉浦正則、棚橋祐司
投　手：坂本光士郎（新日鉄住金広畑）、鈴木健矢（JX-ENEOS）、荒西祐大（Honda熊本）、平尾奎太（Honda鈴鹿）、
　　　　猿渡眞之（大阪ガス）、宮谷陽介（東京ガス）、臼井浩（東京ガス）、本多裕哉（三菱日立パワーシステムズ）、
　　　　大野亨輔（三菱日立パワーシステムズ）、若林篤志（JR東海）、生田目翼（日本通運）、堀誠（NTT西日本）、
　　　　高橋拓已（日本生命）、吉川峻平（パナソニック）、岡野祐一郎（東芝）、角田皆斗（SUBARU）、
　　　　勝野昌慶（三菱重工名古屋）
捕　手：山内佑規（東京ガス）、柘植世那（Honda鈴鹿）、辻野雄大（Honda）、木南了（日本通運）
內野手：堀米潤平（東芝）、久保皓史（三菱日立パワーシステムズ）、青柳匠（大阪ガス）、原田拓実（日本生命）、
　　　　北村祥治（トヨタ自動車）、松本桃太郎（Honda鈴鹿）、田村強（JR西日本）、小室湧未（JR東日本）、
　　　　地引雄貴（東京ガス）、伊禮翼（王子）、北川利生（日本通運）
外野手：矢幡勇人（ヤマハ）、中澤彰太（JFE東日本）、長池城磨（Honda熊本）、拜﨑諒（JR東日本）、
　　　　佐藤旭（東芝）、長谷川拓真（JR東日本）、増川航太（JR北海道）、笹川晃平（東京ガス）

### 韓職聯隊
總教練：柳承安（警察）
教練團：金東健（警察）、金敬遠（警察）、朴魯珉（警察）、趙重槿（警察）、金壽佶（警察）、李翰珍（警察）
投　手：方乾禹（斗山）、趙漢昱（警察）、李民友（起亞）、朴峻杓（警察）、林序準（警察）、朴晉佑（警察）、
　　　　李帶溵（警察）、南潤成（飛龍）、洪性民（警察）、韓承赫（警察）、裴宰煥（恐龍）、金到煐（巫師）、
　　　　裴在俊（雙子）、林志柚（樂天）、文鎔翼（三星）
捕　手：朱曉祥（英雄）、李玹碩（警察）、李興鍊（警察）
內野手：金材賢（警察）、金汰珍（警察）、金永煥（警察）、林祉閱（警察）、尹承烈（警察）
外野手：鄭秀彬（警察）、洪成昊（斗山）、許正俠（英雄）、洪昌基（警察）、金源石（韓華）

### 歐美聯隊
- 總教練：Steve Janssen（比利時）
- 教練團：Renny Duarte（西班牙）、Manuel Olivera（西班牙）、Gilberto Gerali（義大利）、Marco Mazzieri（義大利）、
　　　　Ivan J. Rodriguez（委內瑞拉）、Andrea D'Auria（義大利）
- 投　手：Joshuah Kimborowicz（美國）、Nolan Becker（美國）、張朝盛（國體）、Nick Sarianides（美國）、
　　　　Brett Lee（美國）、Evan Greer Beal（美國）、Frank Dejiulio Jr.（美國）、Dimitrios Kourtis（美國）、
　　　　Clayton Mortensen（美國）、Muriolo Gueva（巴西）、杉尾拓郎（日本）、Gabriel Perez（多明尼加）、
　　　　Ryan Newell（美國）、Armando Rodriguez（多明尼加）、Scott Harkins（美國）、Ryan Kussmaul（美國）
- 捕　手：謝彤恩（國體）、Phildrick Llewellyn（荷蘭）、John Murphy（美國）、Rudy van Heydoorn（荷蘭）
- 內野手：Leomartires Rodriguez（西班牙）、Angel Rosa（美國）、Matthew Dean（美國）、Jose Ferrini（義大利）、
　　　　Erick Epifano（義大利）、Alphonse Bichette Jr.（美國）、Matthew  Chavez（美國）
- 外野手：Nick Benedetto（委內瑞拉）、Walker Olis（美國）、Vicente Lupo（義大利）、Anthony Rosselli（美國）

※備註1：Scott Harkins與杉尾拓郎為歐美聯隊因應傷兵問題，賽程中途緊急調用來台之球員。
※備註2：張朝盛與謝彤恩為歐美聯隊因應傷兵問題，賽程中途向國立體育大學借用之球員。

## 例行賽成績
| 排名 | 球隊             | 賽 | 勝 | 和 | 敗 | 勝率 | 勝差 |
| 1    | 日本社會人       | 17 | 11 | 2  | 4  | .733 | -    |
| 2    | 亞太電信中職聯隊 | 17 | 11 | 1  | 5  | .688 | 0.5  |
| 3    | 韓職聯隊         | 17 | 8  | 2  | 7  | .533 | 3    |
| 4    | 日職東軍         | 17 | 8  | 0  | 9  | .471 | 4    |
| 5    | 日職西軍         | 17 | 5  | 1  | 11 | .313 | 6.5  |
| 6    | 歐美聯隊         | 17 | 4  | 2  | 11 | .267 | 7    |

## 季後賽成績

### 第五、六名排名賽
| 歐美聯隊 | 0 | 0 | 0 | 0 | 0 | 0 | 1 | 0 | 0 | 1 | 7 | 0 |
| 日職西軍 | 0 | 1 | 1 | 0 | 0 | 0 | 0 | 0 | 0 | 2 | 5 | 1 |
| 勝投： 吉田凌 敗投： Gabriel Pérez 全壘打： 歐美聯隊：無 Home：無 觀眾人數： 210人 比賽時間：2小時39分鐘 比賽總記錄 |   |   |   |   |   |   |   |   |   |   |   |   |

### 四強賽
| 韓職聯隊 | 0 | 0 | 0 | 0 | 0 | 0 | 2 | 2 | 2 | 6 | 8 | 1 |
| 亞太電信中職 | 0 | 0 | 0 | 0 | 0 | 0 | 1 | 1 | 0 | 2 | 6 | 3 |
| 勝投： 朴峻杓 敗投： 黃子鵬 全壘打： 韓職聯隊：無 亞太電信中職：無 觀眾人數： 652人 比賽時間：3小時07分鐘 比賽總記錄 |   |   |   |   |   |   |   |   |   |   |   |   |

| 日職東軍 | 0 | 0 | 0 | 0 | 0 | 0 | 2 | 0 | 0 | 2 | 4 | 0 |
| 日本社會人 | 3 | 0 | 0 | 0 | 0 | 0 | 0 | 0 | 0 | 0 | 7 | 0 |
| 勝投： 高井俊 敗投： 堀誠 全壘打： 日職東軍：無 日本社會人：無 觀眾人數： 297人 比賽時間：2小時56分鐘 比賽總記錄 |   |   |   |   |   |   |   |   |   |   |   |   |

### 季軍賽
| 亞太電信中職 | 2 | 0 | 1 | 0 | 2 | 0 | 0 | 0 | 0 | 3 | 8 | 0 |
| 日本社會人 | 0 | 0 | 0 | 1 | 0 | 1 | 2 | 0 | X | 4 | 7 | 1 |
| 勝投： 坂本光士郎 敗投： 陳敏賜 全壘打： 亞太電信中職：無 日本社會人：無 觀眾人數： 562人 比賽時間：2小時50分鐘 比賽總記錄 |   |   |   |   |   |   |   |   |   |   |   |   |

### 冠軍賽
| 日職東軍 | 0 | 0 | 2 | 2 | 0 | 0 | 0 | 0 | 0 | 4 | 13 | 2 |
| 韓職聯隊 | 0 | 0 | 0 | 0 | 1 | 0 | 0 | 0 | 0 | 1 | 5  | 3 |
| 勝投： 菅原秀 敗投： 李帶溵 全壘打： 日職東軍：無 韓職聯隊：無 觀眾人數： 502人 比賽時間：3小時15分鐘 比賽總記錄 |   |   |   |   |   |   |   |   |   |   |    |   |

## 最終排名
| 排名 | 隊伍         |
| ---- | ------------ |
|      | 日職東軍     |
|      | 韓職聯隊     |
|      | 日本社會人   |
| 4    | 亞太電信中職 |
| 5    | 日職西軍     |
| 6    | 歐美聯隊     |

## 外部連結
- 2017年亞洲冬季棒球聯盟在台灣棒球維基館上的頁面（繁體中文）
- 亞洲冬季棒球聯盟官方網站（页面存档备份，存于）